# Grup 12 de la taula periòdica

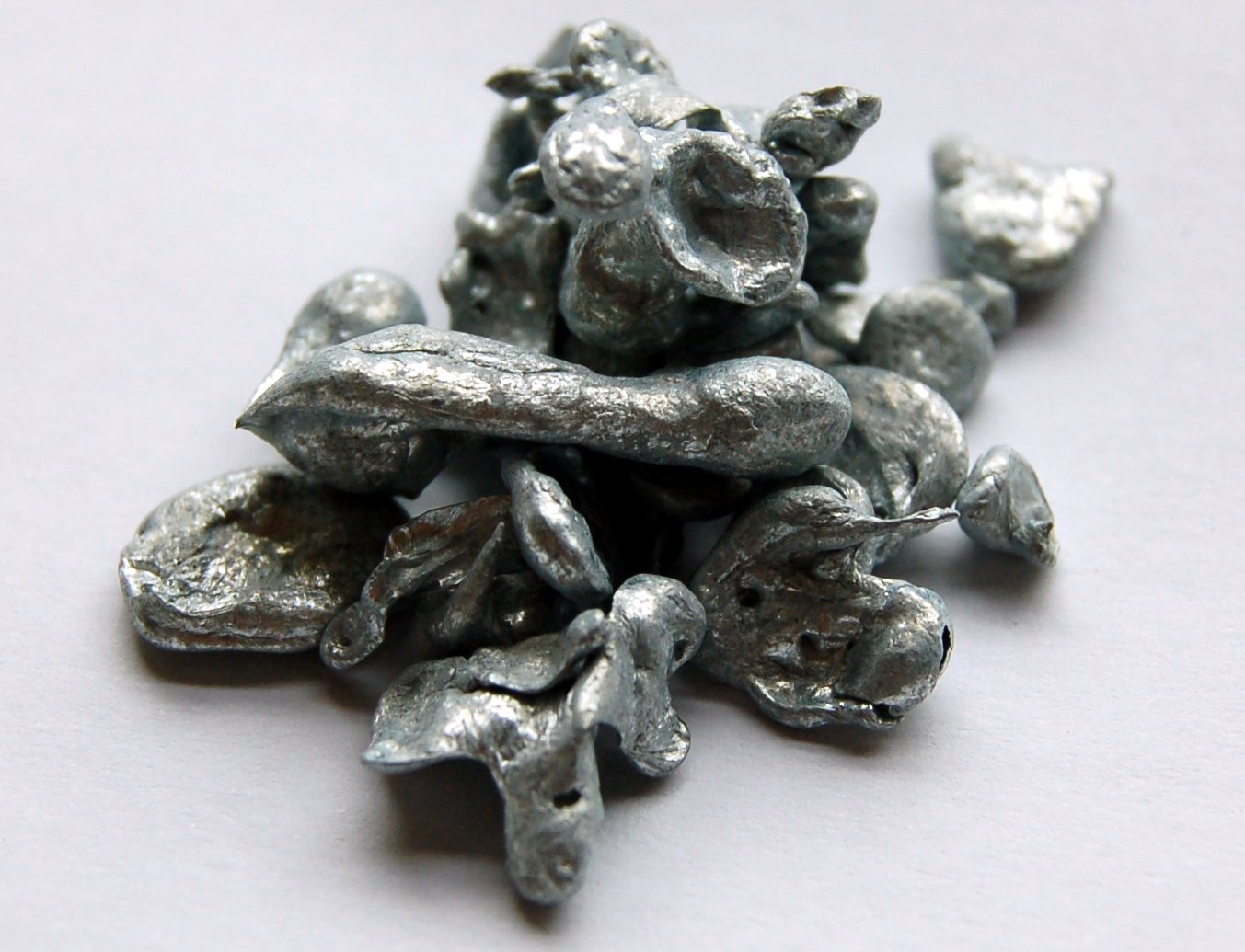
Zinc.

El grup 12 de la taula periòdica, o grup del zinc, està constituïda pels quatre elements que tenen configuració electrònica (n-1)d¹⁰ ns² i són: zinc (Zn), cadmi (Cd), mercuri (Hg) i copernici (Cn), dels períodes 4, 5, 6 i 7, respectivament. Són els darrers elements del bloc d de la taula periòdica i, com que tenen complets els orbitals ja no són metalls de transició com els que els precedeixen.
| Grup    | 12     |
| Període |        |
| 2       | 30 Zn  |
| 3       | 48 Cd  |
| 4       | 80 Hg  |
| 5       | 112 Cn |

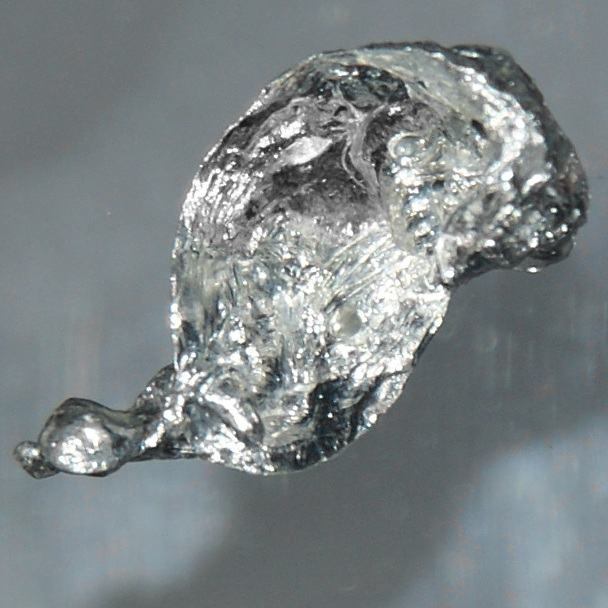
Cadmi

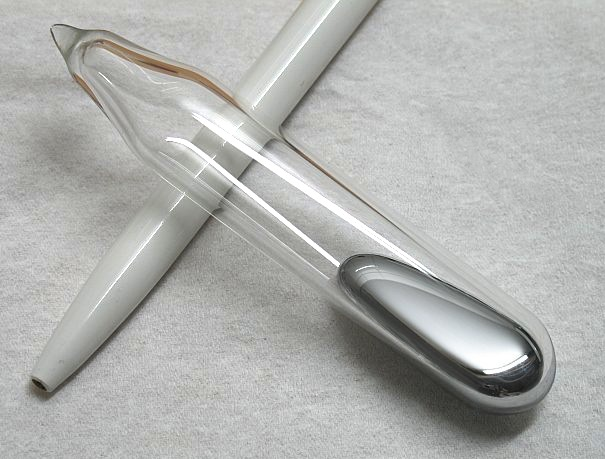
Mercuri

Dels elements d'aquest grup, el zinc, el cadmi i el mercuri es troben a la natura, mentre que el copernici és un element sintètic. El zinc i el cadmi tenen propietats similars i són sòlids en condicions estàndard. El mercuri és l'únic metall que es troba en estat líquid a temperatura estàndard. El zinc és un oligoelement, és a dir, un element essencial per a l'ésser humà i altres éssers vius. En canvi, el cadmi i el mercuri són altament tòxics.
Aquests elements només presenten estat d'oxidació +2, ja que poden perdre els dos electrons s però els d requereixen una aportació molt elevada d'energia. En els cations formats queda la capa d completa per la qual cosa no se semblen als metalls de transició.

## Història

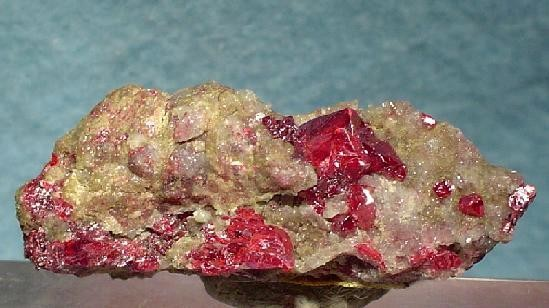
Cinabri de les mines d'Almadén

El cinabri (també conegut com vermelló, sulfur de mercuri(II), {\displaystyle {\ce {HgS}}}), fou utilitzat com a pigment de color vermell brillant pels pintors paleolítics de fa 30 000 anys per decorar coves d’Espanya i França. El cinabri cediria el seu mercuri simplement escalfant-se en un gresol i el metall fascinava la gent perquè era un líquid que dissolia l’or. Amb el seu nom grec, hydrargyrum, que significa literalment plata líquida, no és sorprenent que moltes civilitzacions han cregut que el mercuri posseïa unes meravelloses propietats físiques i espirituals, però sovint aquelles persones que treballaven amb ell van arribar a un final desagradable. Els romans eren coneguts per utilitzar-lo en cosmètics, sovint desfigurant la seva cara en el procés. Els egipcis foren enterrats amb ell per il·lustrar la destresa minera de les seves civilitzacions i els antics xinesos bevien còctels letals de mercuri que buscaven la vida i el benestar eterns.

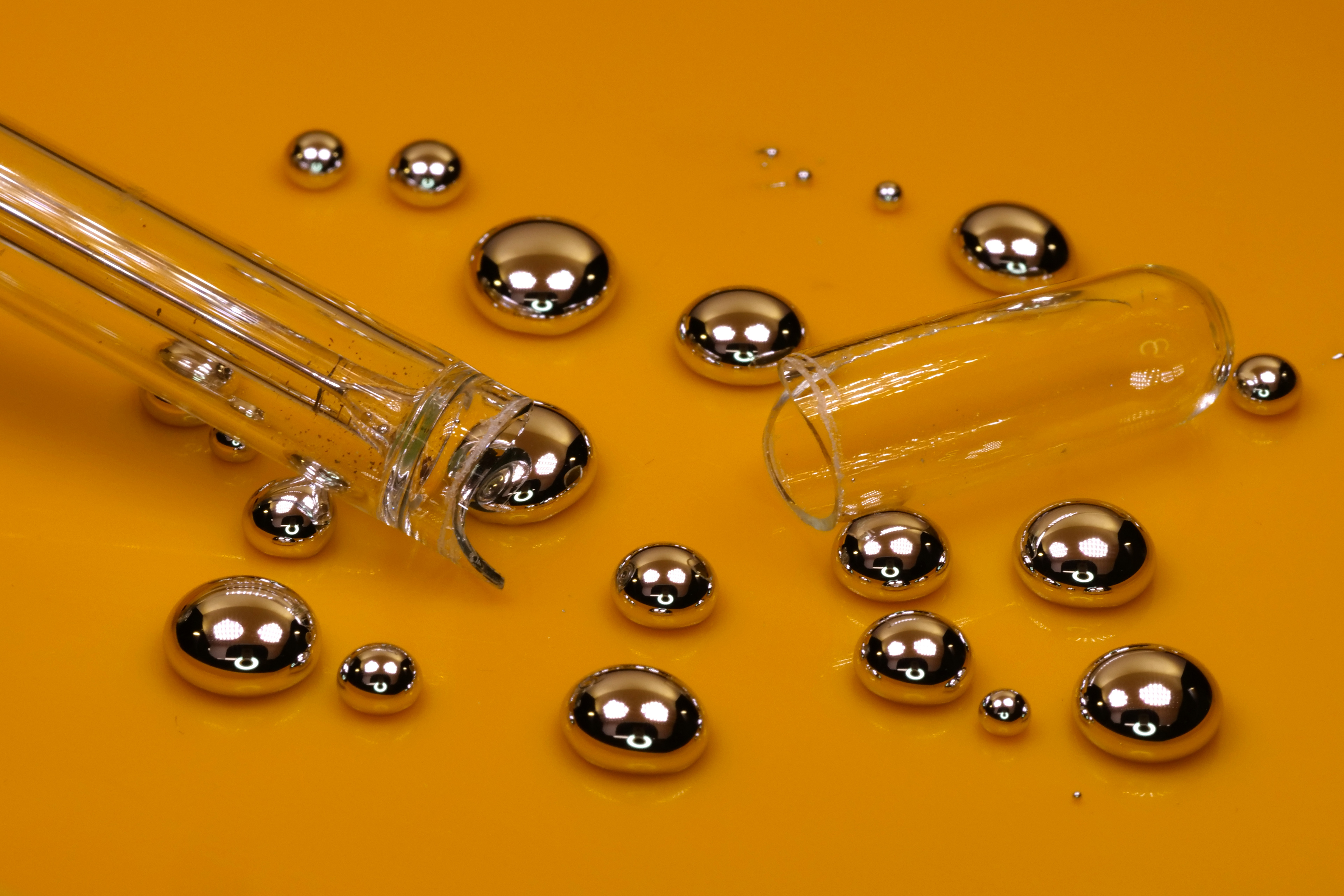
Gotes de mercuri d'un termòmetre romput.

Els antics utilitzaven a gran escala per extreure or al·luvial del sediment dels rius. Les mines d'Almadén, a Ciudad Real, proporcionaven a Europa el seu mercuri. A les Amèriques, foren els conqueridors espanyols els que explotaren els grans jaciments de cinabri a Huancavelica, Perú, per extreure or. El 1848 els miners de la febre de l’or de Califòrnia utilitzaren mercuri de les mines New Almaden.
Al segle xviii i per primera vegada, les malalties psicològiques s'atribuiren a l'exposició al mercuri. La bogeria de molts milionaris s'atribuí a l'ús extensiu de nitrat de mercuri(II) a la indústria dels barrets. És gairebé segur que això inspirà Lewis Carroll a crear el Barreter Boig. A partir d’aquest moment, els perills del mercuri van quedar ben documentats; però, malgrat la seva toxicitat, continuà trobant molts usos en aplicacions quotidianes al llarg del segle passat.
Els romans coneixien el zinc, però poques vegades s'utilitzaven. Fou reconegut per primera vegada com a metall de ple dret a l’Índia i els residus d’una fosa de zinc a Zawar, al Rajasthan, testimonien la gran escala en què es refinà entre el període 1100 i el 1500. El refinament de zinc a la Xina es dugué a terme a gran escala cap al segle XV. Un vaixell de la Companyia de les Índies Orientals que s'enfonsà a la costa de Suècia el 1745 transportava una càrrega de zinc xinès i l'anàlisi dels lingots recuperats demostrà que eren gairebé zinc pur. El 1668, un metal·lúrgic flamenc, P. Moras de Respour, informà de l'extracció de zinc metàl·lic a partir de l'òxid de zinc, però pel que fa a Europa, el químic alemany Andreas Marggraf descobrí el zinc el 1746, i fou el primer a reconèixer-lo com un nou metall.

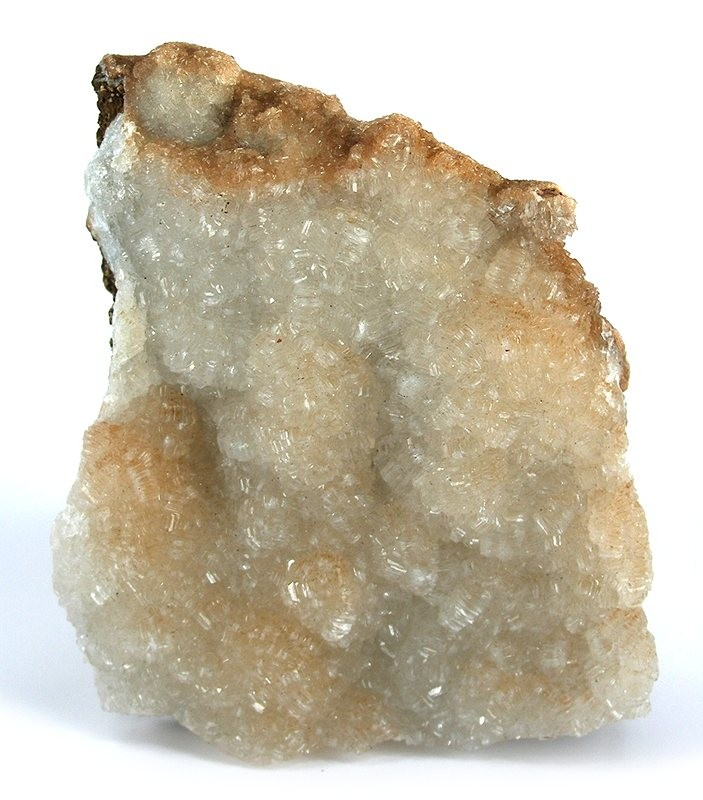
Calamina.

Els apotecaris de la ciutat de Hannover, aleshores del Regne de Hannover, actual estat de Baixa Saxònia, per obtenir òxid de zinc escalfaven la calamina, un mineral constituït per carbonat de zinc. Sovint el producte final tenia un color groc enlloc del color blanc de l'òxid de zinc, la qual cosa posava en dubte la puresa de l'òxid de zinc. Friedrich Stromeyer (1776-1835), inspector de farmàcies i professor a la Universitat de Göttingen, conegué el problema i considerà que la impuresa era deguda a algun element químic no descobert. El 1817 aconseguí separar-lo i l'anomenà cadmi, a partir del grec καδμία, cadmia, que era el nom que es donava en l'antiguitat als minerals de zinc, i del qual deriva calamina. Al mateix temps dos químics de Berlín Karl Meissner i Carl Karsten treballaven amb el mateix problema i anunciaren el descobriment d'un nou element el següent any.
El 1996 un grup internacional de científics, encapçalats per Sigurd Hofmann, sintetitzaren per primera vegada el copernici a les instal·lacions de la Societat per a la Recerca en Ions Pesants a Darmstadt, Hessen, Alemanya. Seleccionaren un feix d'ions i un element que feia de diana de manera que la suma dels seus protons donaven 112: un feix de zinc format per 30 protons i 40 neutrons s'utilitzava per bombardejar nuclis diana de plom, compost per 82 protons i 126 neutrons, resultant en un nou element que tenia 112 protons i 166 neutrons, és a dir, de nombre màssic 278, que perd un neutró per donar l'isòtop copernici 277. La reacció nuclear fou:{\displaystyle {\ce {^208_82Pb + ^70_30Zn -> ^277_112Cn + ^1_0n}}}El bombardeig es realitzà a l'accelerador de partícules UNILAC durant una setmana i només aconseguiren un sol àtom de copernici. El 2000, un segon experiment els permeté sintetitzar un segon àtom i el 2004 el laboratori RIKEN al Japó en produí dos àtoms més confirmant el descobriment.

## Estat natural
Tres d’aquests elements es troben en diferents proporcions a l'escorça terrestre: s'ha estimat que el zinc és present fins a 75 ppm (mg/kg). L'estimació del cadmi només és de 0,1 ppm; comercialment, sempre es troba associada a minerals de zinc o zinc-plom i només es produeix com a subproducte de la fosa de zinc i plom. La proporció de mercuri a l'escorça terrestre s'estima en 50 ppb (μg/kg). Tots els dipòsits importants de mercuri consten de sulfur de mercuri(II) {\displaystyle {\ce {HgS}}}, conegut com a cinabri. El copernici només s'ha produït en un accelerador de partícules.
A l'aigua de la mar hi ha una concentració mitjana de 30 ppb (μg/L) de zinc, mentre que de cadmi la concentració és insignificant, 0,1 ppb, i la de mercuri només 40 ppt (ng/L). A l'atmosfera hom troba entre 0,1 i 4 mg/m³ de zinc, de cadmi se'n poden trobar concentracions molt baixes, entre 1 i 50 ng/m³ i de mercuri entre 2 i 10 ng/m³.

## Propietats

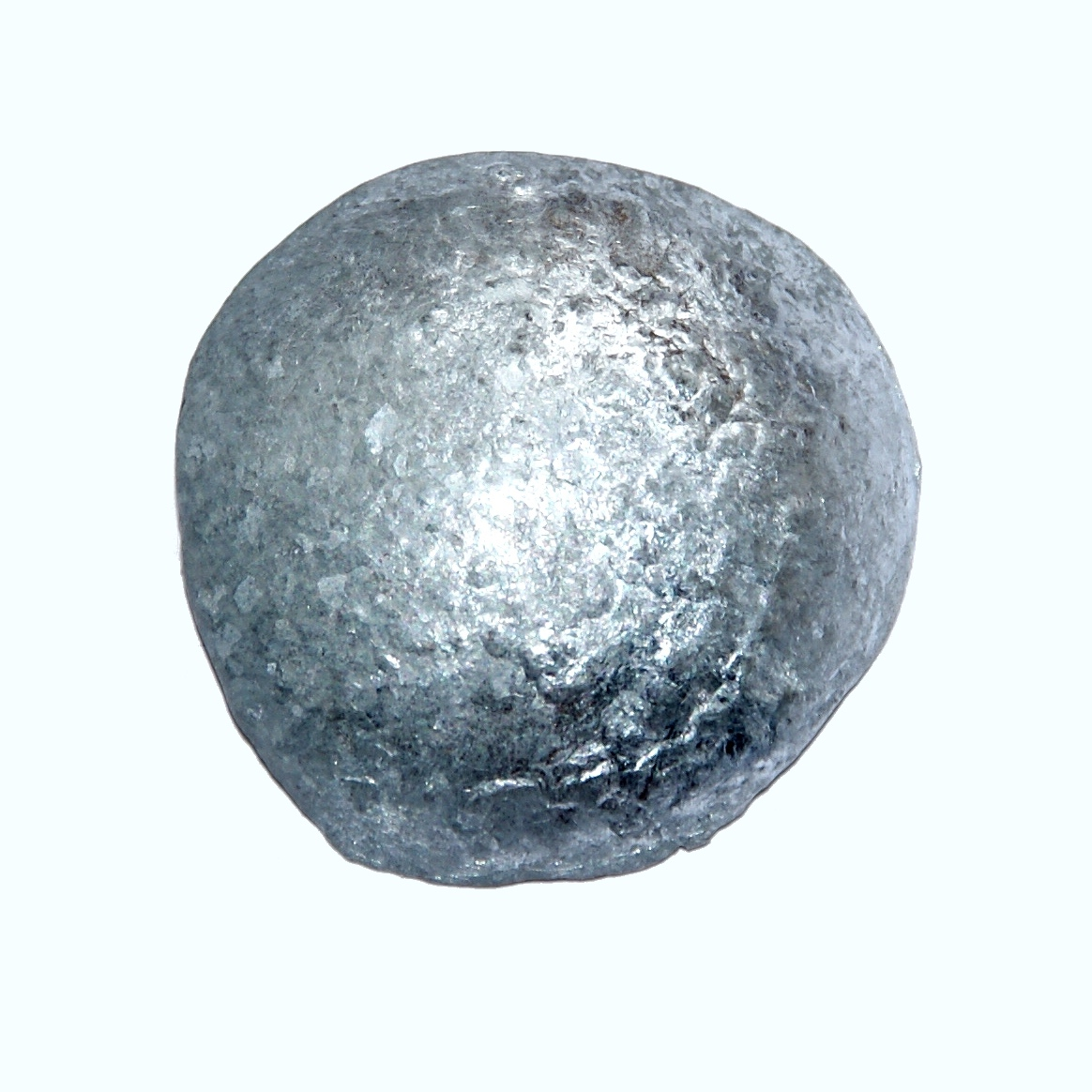
Zinc.

Tenen propietats en comú, però també difereixen en aspectes significatius. El zinc, el cadmi i el mercuri són metalls d’aspecte blanc platejat i punts de fusió i punts d’ebullició relativament baixos; el mercuri és l’únic metall comú que és líquid a temperatura ambient i el seu punt d’ebullició és inferior al de qualsevol altre metall. El copernici és inestable i es desintegra per emissió d'una partícula alfa amb un període de semidesintegració, per a l'isòtop copernici 285, de 29 s. L'equació és:
{\displaystyle {\ce {^285_112Cn -> ^281_110Ds {+}\alpha}}}
| Nom                          | Zinc           | Cadmi          | Mercuri          | Copernici        |
| ---------------------------- | -------------- | -------------- | ---------------- | ---------------- |
| Nombre atòmic                | 30             | 48             | 80               | 112              |
| Massa atòmica relativa       | 65,38          | 112,4          | 200,6            | (285)            |
| Configuració electrònica     | [Ar] 3d¹⁰4s²   | [Kr] 4d¹⁰5s²   | [Xe] 4f¹⁴5d¹⁰6s² | [Rn] 5f¹⁴6d¹⁰7s² |
| Punt de fusió (°C)           | 419,53         | 321,07         | –38,83           | 10               |
| Punt d'ebullició (°C)        | 907            | 767            | 356,62           | 67               |
| Densitat (g·cm−3 a 20 °C)    | 7,133          | 8,65           | 13,55            | 14,7             |
| Aparença                     | blanc platejat | blanc platejat | blanc platejat   | ?                |
| Radi atòmic (pm)             | 135            | 155            | 150              | 147              |
| Energia d'ionització (eV)    | 9,3942         | 8,9938         | 10,4375          |                  |
| Electronegativitat (Pauling) | 1,65           | 1,69           | 1,90             |                  |

## Reactivitat química

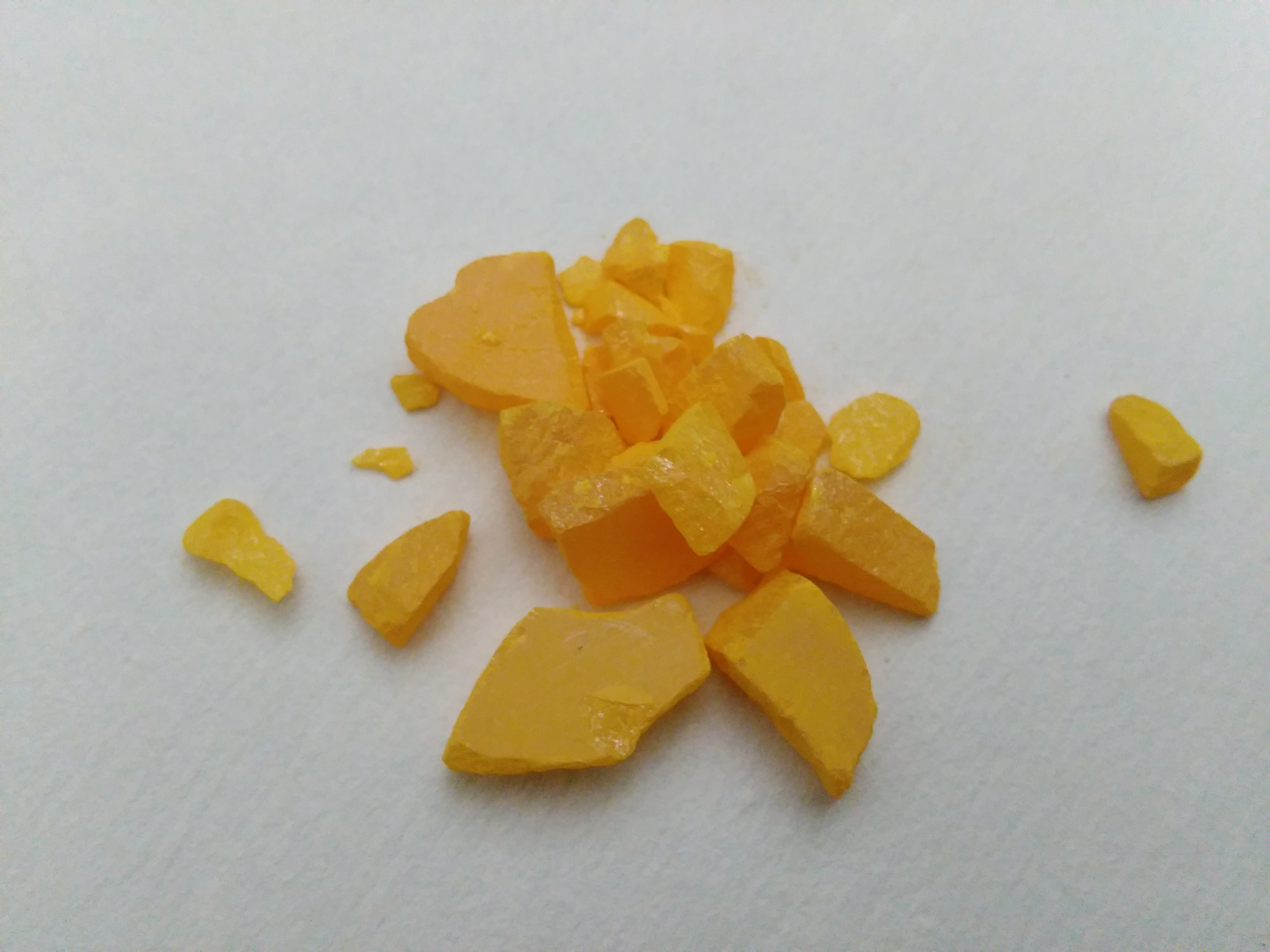
Selenur de zinc ZnSe.

El zinc, el cadmi i el mercuri poden perdre els dos electrons de la capa més externa per formar ions dipositius {\displaystyle {\ce {M^2+}}}, exposant així la següent capa més interna amb una configuració estable en cada cas de 18 electrons. Les reaccions químiques ordinàries no poden subministrar prou energia per eliminar més de dos electrons i, per tant, augmentar l'estat d’oxidació per sobre de +2, tot i que es pot eliminar qualsevol nombre d’electrons en condicions que puguin proporcionar l'energia necessària, com ara calor intensa o camps elèctrics o magnètics potents. Aquests tres elements tendeixen a utilitzar els dos electrons externs per a formar enllaços covalents; aquesta tendència és més acusada en el cas del mercuri, menys en el de zinc i menys en el cas del cadmi.
El zinc només presenta l'estat d’oxidació +2. Pot cedir dos electrons per formar un compost electrovalent; per exemple, carbonat de zinc {\displaystyle {\ce {ZnCO3}}}. També pot compartir aquests electrons, com en el clorur de zinc {\displaystyle {\ce {ZnCl2}}}, un compost en què els enllaços són en part iònics i en part covalents. Els compostos de cadmi són principalment iònics, però el cadmi també forma ions complexos amb lligands (àtoms, ions o molècules que donen electrons a un ió metàl·lic central); per exemple, l’ió complex amb amoníac {\displaystyle {\ce {NH3}}}, que té la fórmula {\displaystyle {\ce {[Cd(NH3)4]^2+}}}, o amb l’ió cianur, la fórmula {\displaystyle {\ce {[Cd(CN)4]^2-}}}. A diferència del zinc i del mercuri, el cadmi pot formar els ions complexos representats per les fórmules {\displaystyle {\ce {[CdCl3]-}}} i {\displaystyle {\ce {[CdCl4]^2-}}} en dissolució.

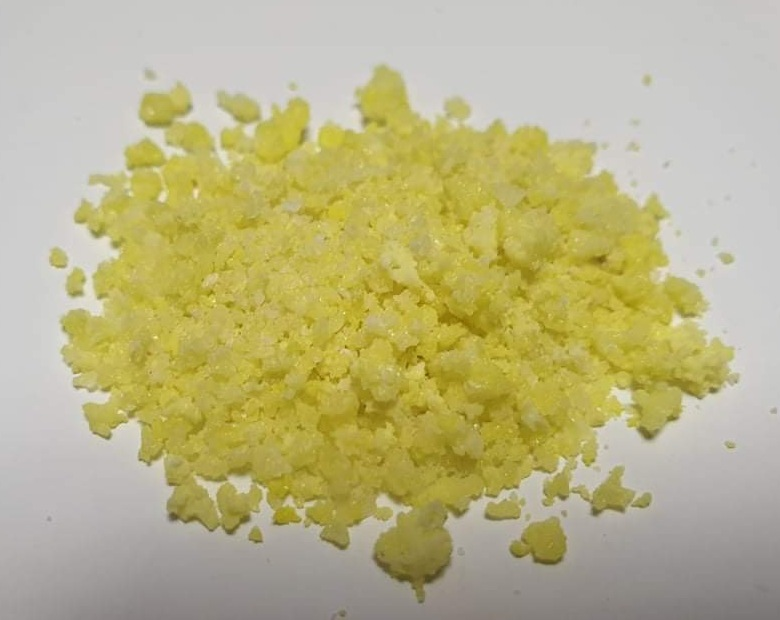
Nitrat de mercuri(I) dihidratat Hg2(NO3)2.2H2O.

El mercuri en els seus estats d’oxidació +2 i +1 forma els ions {\displaystyle {\ce {Hg^2+}}} i {\displaystyle {\ce {Hg2^2+}}}, respectivament. En aquest últim, dos electrons es comparteixen en un enllaç covalent entre els dos àtoms de mercuri. L’ió {\displaystyle {\ce {Hg2^2+}}} presenta poca tendència a formar complexos, mentre que l’ió {\displaystyle {\ce {Hg^2+}}} els forma. A diferència dels compostos de mercuri en estat +2, que solen ser covalents, totes les sals habituals de mercuri en estat +1 són iòniques i els compostos solubles, com ara el nitrat mercuri(I) {\displaystyle {\ce {Hg2(NO3)2}}}, mostren propietats normals de compostos iònics, com la facilitat de dissociació o la ruptura en ions separats en solució.

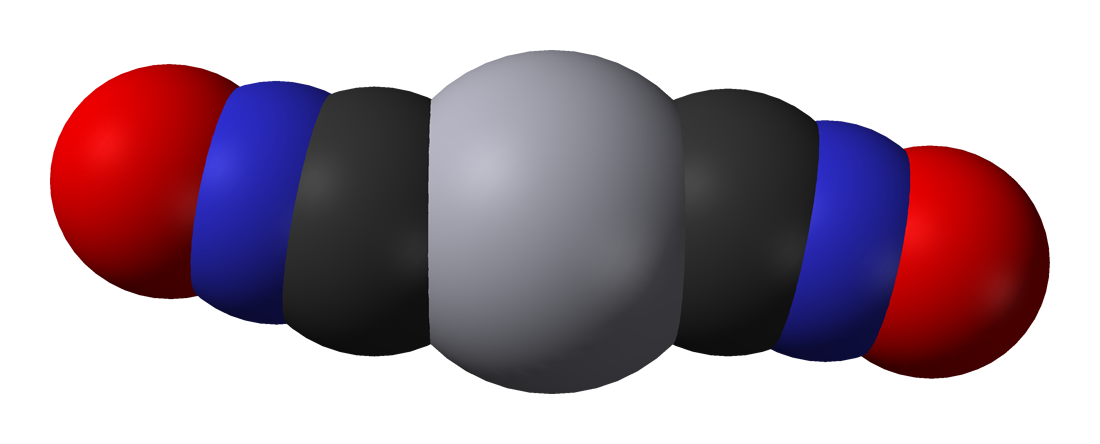
Model de la molècula de fulminat de mercuri(II) Hg(ONC)2. Gris (Hg), negre (C), Blau (N), vermell (O).

El mercuri és excepcional, ja que, a diferència del zinc o el cadmi, no reacciona fàcilment amb l’oxigen en escalfar-se, i l'òxid de mercuri(II) {\displaystyle {\ce {HgO}}} no mostra la propietat àcida de formar sals (mercurats), mentre que l'òxid de zinc {\displaystyle {\ce {ZnO}}} ho fa fàcilment. El mercuri torna a ser anormal, ja que no produeix hidrogen, igual que el zinc i el cadmi, quan es tracta amb àcids diluïts. Amb àcid nítric força concentrat, el zinc i el cadmi desenvolupen òxids de nitrogen i formen nitrats de zinc o cadmi; el mercuri dona tant nitrat de mercuri(II), {\displaystyle {\ce {Hg(NO3)2}}}, com nitrat de mercuri(I), {\displaystyle {\ce {Hg2(NO3)2}}}. Una altra característica del mercuri, que és poc freqüent entre els metalls, és la seva disposició a formar compostos estables que contenen un enllaç mercuri-carboni o un enllaç mercuri-nitrogen. Com a resultat, el mercuri forma una gran varietat de compostos orgànics (compostos que sempre contenen carboni, generalment també hidrogen, i sovint un o més dels elements oxigen, nitrogen, sofre). En conjunt, per tant, els elements del grup de zinc no mostren una gradació de propietats suau, principalment a causa del nombre de propietats anòmales del mercuri, que en molts aspectes mostra una major similitud amb l'argent que amb el zinc i el cadmi.

## Anàlisi

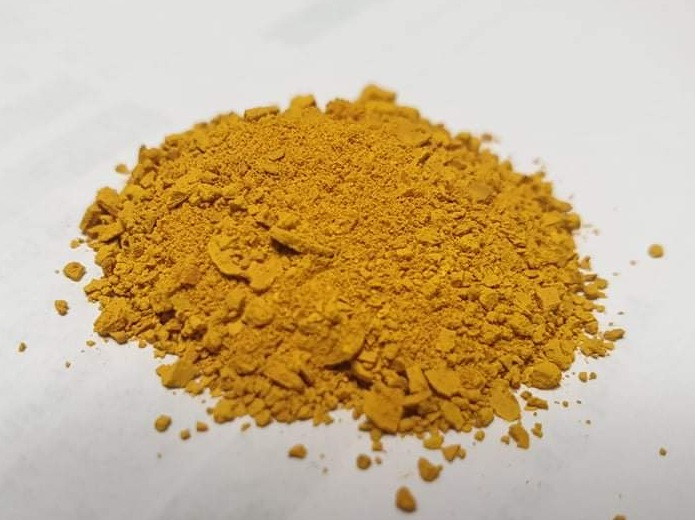
Sulfur de cadmi CdS.

Els mètodes d'anàlisi químics clàssics ara poques vegades s'utilitzen excepte per a l'estandardització. Quan això cal, els mètodes més emprats són la valoració del zinc (és a dir, l'addició d'un volum mesurat d'una solució estandarditzada d'ió ferrocianur fins que s'afegeixi la quantitat exacta necessària per a la reacció completa), la conversió de cadmi a sulfur de cadmi, que s'aïlla i es pesa, i l'estimació colorimètrica del mercuri (comparació de la intensitat del color produït per reacció amb la substància ditizona amb la produïda pel mateix tractament de quantitats conegudes de mercuri). A la pràctica diària, la colorimetria i la polarografia (un mètode basat en la resposta del corrent elèctric a una força electromotriu que augmenta constantment aplicada a una solució) són àmpliament utilitzats, però s'estan substituint ràpidament per altres tècniques de major rapidesa, simplicitat o precisió. Aquests procediments moderns inclouen l'espectroscòpia d’absorció atòmica (basada en l’absorció de llum de determinades longituds d’ona pels àtoms presents en una flama) i la fluorescència de raigs X (basada en l'emissió de radiació de longituds d’ona característiques quan els raigs X afecten una mostra).

## Toxicitat
La toxicitat dels metalls augmenta bruscament en l’ordre zinc, cadmi i mercuri. La toxicitat del zinc és baixa. A l’aigua potable el zinc només es pot detectar pel gust quan arriba a una concentració de 15 ppm (mg/L); l’aigua que conté 40 ppm de zinc té un sabor metàl·lic definit. El vòmit s'indueix quan el contingut de zinc supera les 800 ppm. Els casos d’intoxicacions mortals s'han produït mitjançant la ingestió de clorur de zinc {\displaystyle {\ce {ZnCl2}}} o sulfur de zinc {\displaystyle {\ce {ZnS}}}, però són poc freqüents. Tant el zinc com les sals de zinc són ben tolerades per la pell humana. La inhalació excessiva de compostos de zinc pot causar manifestacions tòxiques com febre, salivació excessiva i tos que pot causar vòmits; però els efectes no són permanents.
Els perills tòxics del cadmi són força elevats. És soluble en els àcids orgànics dels aliments i forma sals que els sucs gàstrics converteixen en clorur de cadmi {\displaystyle {\ce {CdCl2}}}. Fins i tot petites quantitats poden causar intoxicacions, amb símptomes d’augment de la salivació, vòmits persistents, dolor abdominal i diarrea. S'han informat de casos mortals. El cadmi té el seu efecte més greu com a verí respiratori: una sèrie de víctimes mortals han resultat de la respiració dels fums o pols que sorgeixen quan s'escalfa el cadmi. Els símptomes són la respiració difícil o laboriosa, una tos severa i alteracions gastrointestinals violentes.

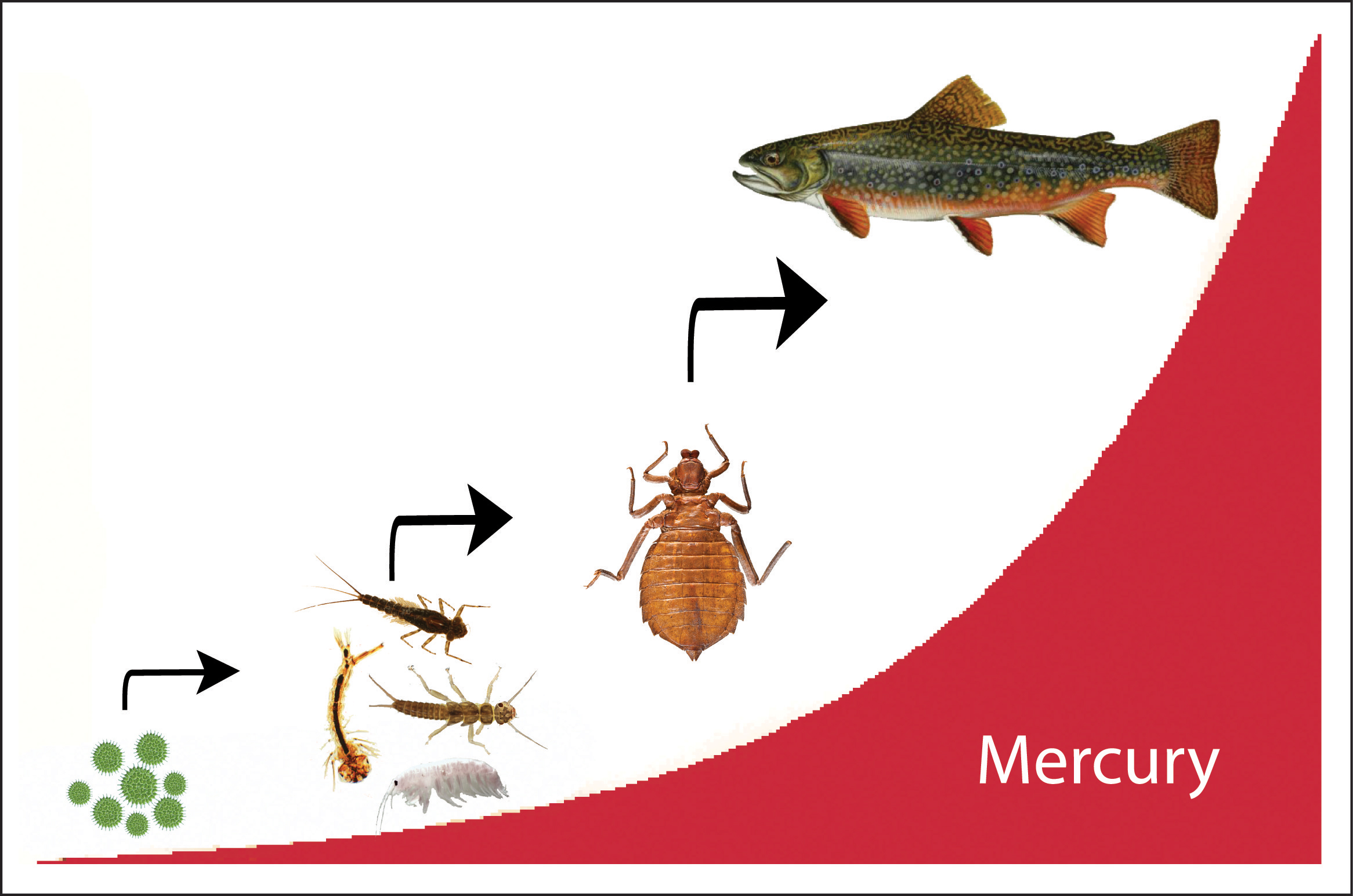
Bioacumulació del mercuri en el salmó

El mercuri i els seus compostos són altament tòxics. Es poden manipular amb seguretat, però s'han de prendre precaucions estrictes per evitar l’absorció per inhalació, ingestió i pell. El principal resultat de la intoxicació aguda és el dany als ronyons. S'han descrit nombrosos casos d'intoxicació per l'ús industrial de compostos inorgànics de mercuri. Al segle xix, l'ús de nitrat de mercuri(II) {\displaystyle {\ce {Hg(NO3)2}}} a la indústria dels barrets per a la pastanaga o la postura, el feltre provocà tremolors i alteracions físiques que van donar lloc a la frase "tan boig com un barret" i, en conseqüència, fou prohibit. Els compostos orgànics de mercuri, sobretot els compostos de les famílies aril i alquil, foren utilitzat àmpliament, principalment com a fungicides en llavors, pintura i paper. La toxicitat d’aquests compostos és diferent. El comportament de les sals d’aril —com per exemple l’acetat de fenilmercúric— al cos és similar al dels compostos inorgànics. Els dos grups, si s'ingereixen, provoquen vòmits, còlics i diarrea, i tots dos són irritants per a la pell. No s'ha informat de cap cas mortal d’intoxicació per sal d’aril; tanmateix, l'exposició a sals alquils ha causat diverses morts. Sembla que l’objectiu principal és el sistema nerviós central i les sals d’alquil són capaces de penetrar en les cèl·lules cerebrals. Només s'excreten lentament. S'ha expressat preocupació per una aparent acumulació de mercuri en tonyina, emperador (xífid) i salmó, i molts països han establert límits en les quantitats admissibles en peixos comestibles.

## Aplicacions

### Zinc

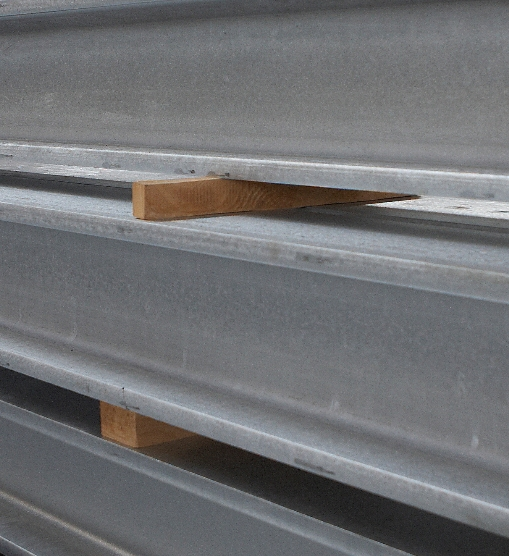
Bigues d'acer galvanitzat

La principal aplicació del zinc, que suposa, aproximadament, el 55 % del consum, és com a inhibidor de la corrosió mitjançant la galvanització de ferro i acers. La segona aplicació és la fabricació de l'aliatge Zamak amb el zinc com a metall base, més alumini, magnesi i coure. S'empra en els motlles de fosa a pressió per a indústries. Un altre aliatge important del zinc és el llautó (aliatge de coure i zinc), que presenta un color groc i que s'empra en la fabricació d'instruments de vent, aixetes i complements decoratius. El zinc s'usa en la fabricació d'ànodes de sacrifici, que són peces d'aquest metall connectades elèctricament a estructures d'acer com ponts, vies de tren i cascos i motors de vaixells. El zinc s'oxida lentament i durant aquest procés evita que l'acer s'oxidi. El clorur de zinc junt amb el carboni i el diòxid de manganès formen les clàssiques piles Leclanché, econòmiques, però que no admeten un consum d'energia massa gran, i que van quedant desplaçades per les alcalines o les de Ni-MH. Les piles zinc-aire són molt petites i s'utilitzen per a audiòfons. L'òxid de zinc s'usa en la fabricació d'alguns desodorants i en la fabricació de pintures blanques, cautxú i cremes solars.

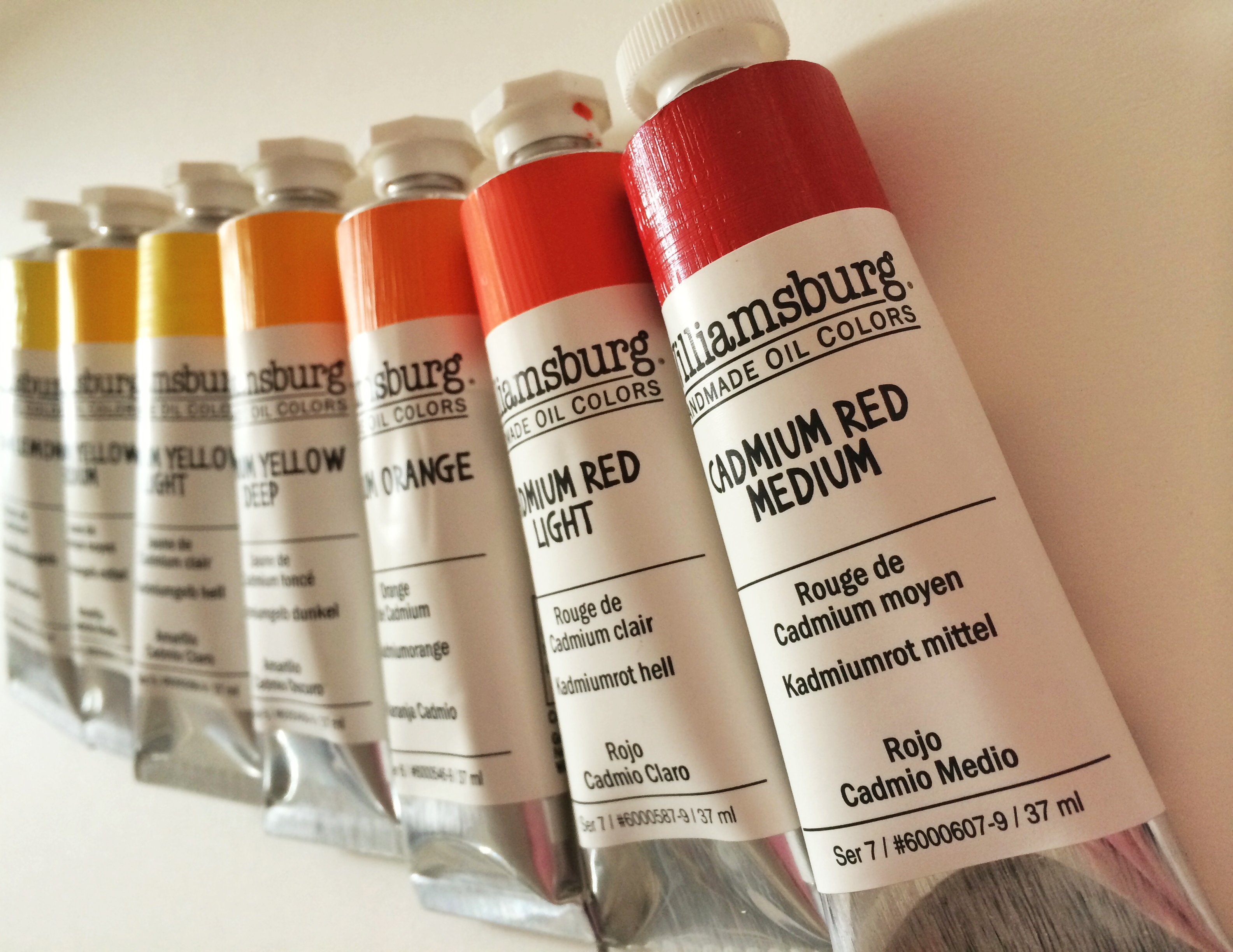
Composts de cadmi s'han emprat com a pigments de colors a l'oli.

### Cadmi
El cadmi s'utilitza en les barres de control dels reactors nuclears per a absorbir neutrons. El tel·lurur de cadmi {\displaystyle {\ce {CdTe}}} s'utilitza en la fabricació de la capa fina conductora de les cèl·lules solars fotovoltaiques. L'any 2009, el 86 % del cadmi consumit es destinà a la producció de bateries recarregables de níquel i cadmi (Ni-Cd), per a ús en equips electrònics portàtils i en joguines; tanmateix, aquestes bateries són pesants i no poden emmagatzemar tanta energia com les de Ni-MH (pila de níquel i hidrur metàl·lic), que cada vegada s'utilitzen més, o les d'ió liti. El cadmi s'utilitza en recobriments galvanoplàstics de materials (cadmiat) i en aliatges especials per a coixinets, pel seu baix coeficient de fricció i la seva gran resistència a la fatiga. En la fabricació de pintures s'empren el sulfur de cadmi {\displaystyle {\ce {CdS}}} com a pigment groc i el selenur de cadmi {\displaystyle {\ce {CdSe}}} com a pigment vermell.

### Mercuri

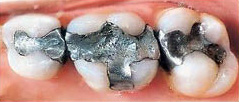
Amalgama dental

El mercuri, aliat amb altres metalls (argent, estany, coure, or o zinc), encara s'empra a la Unió Europea per fer empastaments dentals, tot i que l'ús de les resines augmenta. El mercuri s'usava en els termòmetres i els tensiòmetres, però estan sent substituïts progressivament pels digitals o, en el cas dels termòmetres, pels de galinstan (un aliatge de gal·li, indi i estany). El vapor de mercuri s'utilitza en la fabricació de làmpades fluorescents, on aquest metall, en estat excitat per la descàrrega elèctrica, produeix llum ultraviolada, mentre que quan reacciona amb la pols fluorescent de les parets del tub produeix llum blanca o de colors, segons el color del vidre del tub. Encara s'utilitza el mercuri com a catalitzador per a la fabricació de clorur de polivinil (PVC), clor i sosa càustica en alguns països, sobretot a la Xina, tot i que està en procés de reduir-ne l'ús. En la fabricació de bateries botó. Malauradament, el mercuri s'utilitza en molts països d'Amèrica del Sud, d'Àfrica, d'Àsia i d’Austràlia per a l'extracció de l'or, ja que el dissol en forma d'amalgama, i provoca malalties a les persones que l'usen alhora que contamina el medi ambient que envolta les explotacions.